# Halecium profundum
Halecium profundum är en nässeldjursart som beskrevs av Calder och Vervoort 1998. Halecium profundum ingår i släktet Halecium och familjen Haleciidae. Inga underarter finns listade i Catalogue of Life.